# Fritz Haber
Fritz Haber (9 tháng 12 năm 1868 – 29 tháng 1 năm 1934) là một nhà hóa học Đức, người được nhận giải Nobel hóa học vào năm 1918 cho những hiến cống của ông trong việc phát triển phương thức tổng hợp amonia, đóng vai trò quan trọng cho tổng hợp phân bón và chất nổ. Haber, cùng với Max Born đã đưa ra chu trình Born–Haber như là một phương pháp ước tính năng lượng tinh thể của kim loại rắn. Ông cũng được miêu tả như là "cha đẻ của vũ khí hóa học" vì vai trò của ông trong việc phát triển và ứng dụng chlorine và các loại khí độc khác trong Thế chiến I.

## Tiểu sử
Haber sinh ra tại Breslau, Đức (hiện nay là Wrocław, Ba Lan), trong một gia đình Do Thái sinh sống lâu đời trong thị trấn, nhưng sau đó Haber cải sang đạo Cơ đốc. Mẹ của ông mất trong lúc sinh nở. Cha của ông là một thương gia nổi tiếng trong thị trấn. Từ năm 1886 đến 1891 ông học tại Đại học Heidelberg và là học trò của Robert Bunsen, tại Đại học Berlin (ngày nay là Đại học Humboldt, Berlin) trong nhóm của A. W. Hofmann, và tại trường Đại học Kỹ thuật Charlottenburg (ngày nay là Trường Đại học Kỹ thuật Berlin) với Carl Liebermann. Ông kết hôn với Clara Immerwahr trong năm 1901. Con trai của họ, Hermann ra đời năm 1902. Trước khi bắt đầu sự nghiệp hàn lâm của mình, ông đã làm việc kinh doanh hóa chất của cha ông và tại Viện Kỹ thuật Liên bang Thụy Sĩ ở Zürich với Georg Lunge.

### Giải Nobel
Trong suốt thời gian tại Đại học Karlsruhe từ năm 1894 đến 1911, ông và Carl Bosch đã phát triển tiến trình Haber, có tác dụng xúc tác cho sự tạo thành amonia từ hydrogen và nitrogen khí quyển dưới điều kiện nhiệt độ thấp và áp suất cao.
Năm 1918 ông được nhận giải Nobel hóa học cho đóng góp của mình. Tiến trình Haber-Bosch đánh dấu một cột mốc quan trọng trong ngành công nghiệp hóa học, bởi vì nó giúp việc sản xuất các sản phẩm của nitơ như phân bón, thuốc nổ và nguyên liệu chế biến, không còn phụ thuộc vào trữ lượng nitơ tự nhiên, đặc biệt là từ natri nitrat (caliche), mà trữ lượng khoáng sản của Chile là nguồn chủ yếu (và gần như là duy nhất). Việc nguồn cung cấp nitơ bỗng nhiên trở nên dồi dào và sẵn có đã ngăn ngừa thảm họa Malthusia, hay khủng hoảng dân số thế giới và dẫn tới sự thất nghiệp hàng loạt ở Chile. 
Ông cũng có nhiều đóng góp trong việc nghiên cứu các phản ứng cháy, sự tách vàng từ nước biển, tác dụng của sự thẩm thấu, điện hóa học, và nghiên cứu cơ bản (xem thuốc thử Fenton). Một phần lớn công việc của ông từ năm 1911 đến 1933 được thực hiện tại Viện Hóa Lý học và Điện hóa học Kaiser Wilhelm tại Berlin-Dahlem. Năm 1953 viện này được đổi theo tên ông. Tuy nhiên ông thường được biết đến một cách không chính xác rằng là người đầu tiên tổng hợp MDMA (vốn được tổng hợp đầu tiên bởi Merck KGaA nhà hóa học Anton Köllisch vào năm 1912).

### Thế chiến I
Haber đóng vai trò chủ yếu trong việc áp dụng vũ khí hóa học trong Thế chiến I. Một phần công việc của ông bao gồm việc phát triển các loại mặt nạ phòng độc với các tấm lọc hấp thu. Ngoài việc chỉ huy nhóm nghiên cứu phát triển sử dung khí chlorine và các loại khí chết người khác trong chiến tranh hào, Haber cũng giúp đỡ trong việc loại bỏ các khí này. Những người được nhận giải Nobel trong tương lai như James Franck, Gustav Hertz, và Otto Hahn cũng làm việc trong nhóm của Haber như là lính phụ trách về khí.
Các khí độc được sử dụng trong thế chiến I khiến cho cuộc chiến này trở thành cuộc đối đầu giữa các nhà hóa học, với Haber bên kia chiến tuyến với nhà hóa học được nhận giải Nobel người Pháp Victor Grignard.
Vợ của ông, Clara Immerwahr, đồng thời là đồng nghiệp của ông, luôn chống đối công việc của Haber trong phát triển khí độc và bà đã tự tử bằng chính vũ khí mà ông tạo ra trong vườn, nhiều khả năng là bà muốn đáp lại kết quả thành công đầu tiên của khí chlorine được Haber giám sát tại Trận Ypres lần thứ nhì vào ngày 22 tháng 4 năm 1915. 
Bà đã tự bắn vào tim mình vào ngày 15 tháng 5, và chết vào buổi sáng. Trong buổi sáng cùng ngày, Haber đi tới Mặt trận phía Đông để xem xét việc dùng khí độc chống lại quân Nga.
Haber là một người Đức yêu nước vốn tự hào về sự phục vụ của mình trong Thế chiến I, vì những thành tích trên ông đã được vinh danh. Thậm chí ông còn được phong làm Đại úy bởi Kaiser, một điều hiếm thấy đối với các nhà khoa học được tuyển dụng trong quân đội.
Những nghiên cứu của ông đã chỉ ra rằng những tác dụng của khí độc đối với trường hợp tiếp xúc với nồng độ thấp trong một thời gian dài tương đương với tác dụng của việc tiếp xúc với nồng độ khí cao trong một thời gian ngắn. Ông đã đưa ra công thức toán nhằm đơn giản hóa mối quan hệ giữa nồng độ khí và thời gian tiếp xúc cần thiết để gây ra tác dụng. Công thức này thường được biết đến như là định luật Haber.
Đáp lại những lời chỉnh trích việc sử dụng vũ khí hóa học là vô nhân đạo, Haber phát biểu rằng chết vẫn luôn là chết, dù dưới bất kỳ hình thức nào. Trong thập niên 1920, các nhà khoa học trong việc nghiên cứu của ông đã nghiên cứu ứng dụng cyanide dưới nhãn Zyklon B, dùng như là thuốc diệt côn trùng, đặc biệt là khí xông trong các cửa hàng ngũ cốc, và cũng sau đó, khi ông rời khỏi viện, khí này lại được sử dụng trong các trại tập trung của Đức Quốc xã và được dùng để giết những người Do Thái khác bao gồm cả họ hàng của ông.

### Sau chiến tranh
Trong thập niên 1920, Haber đã dành rất nhiều tâm huyết tìm ra phương pháp tách vàng từ nước biển, và đã xuất bản một số lượng lớn các tài liệu nghiên cứu khoa học về đề tài này. Tuy nhiên, sau nhiều năm nghiên cứu, ông kết luận rằng nồng độ của vàng hòa tan trong nước biển là rất thấp so với các báo cáo được đưa ra bởi những nhà nghiên cứu trước đó, và việc chiết tách vàng từ nước biến là hoàn toàn không kinh tế.
Haber bị buộc phải rời Đức vào năm 1933 bởi chính sách trục xuất người Do Thái của Đức Quốc xã. Giải Nobel danh giá của ông dành cho những đóng góp to lớn trong ngành hóa học, và đặc biệt là góp phần phát triển các loại phân bón hóa học, thuốc nổ và vũ khí hóa học cho nước Đức, vẫn không thể ngăn cản sự gièm pha những thành tựu của ông do chính quyền Phát xít thực hiện. Ông chuyển tới sống ở Cambridge, nước Anh trong vài tháng, trong thời gian này Ernest Rutherford kiên quyết không hợp tác với ông, vì những công trình của ông phát triển vũ khí hóa học. Haber được Chaim Weizmann mời làm giám đốc Viện Nghiên cứu Sieff (hiện tại là Viện Weizmann) ở Rehovot, thuộc Palestine do Anh ủy trị, và ông đã nhận lời mời. Ông bắt đầu chuyến đi của mình tới nơi mà hiện nay là Israel vào tháng 1 năm 1934, sau khi phục hồi từ một cơn đau tim. Tuy nhiên, sau đó căn bệnh dã quật ngã ông vào ngày 29 tháng 1, 29, 1934, vào độ tuổi 65, ông mất vì suy tim tại khách sạn Basel, nơi ông đang nghỉ chân trên đường tới Trung Đông. Ông được hỏa táng và tro của ông, cùng với tro của Clara được an táng tại nghĩa trang Hornli tại Basel. Ông để lại thư viện cá nhân đồ sộ cho viện Sieff.
Ngay lập tức gia đình của Haber rời Đức. Người vợ thứ hai của ông Charlotte, cùng với hai đứa con, đã định cư ở Anh. Con trai của Haber trong cuộc hôn nhân đầu tiên, Hermann, di cư đến Hoa Kỳ trong Thế chiến II. Ông này tự tử vào năm 1946. Nhiều thành viên trong gia đình Haber chết trong trại tập trung. Một trong những người con của ông, Ludwig ("Lutz") Fritz Haber (1921-2004), trở thành nhà sử học nổi tiếng về vũ khí hóa học trong Thế chiến I, và cho xuất bản cuốn sách mang tựa đề The Poisonous Cloud (1986).

### Chỉ trích
Haber bị chỉ trích rất nhiều do vai trò của ông trong việc phát triển và áp dụng vũ khí hóa học trong khoảng thời gian trước Thế chiến II bởi các nhà khoa học đương thời cũng như hiện nay.

## Nhân vật trong các tác phẩm kịch
Một tác phẩm kịch nói về cuộc đời của Haber, và đặc biệt là mối quan hệ lâu dài của ông với Albert Einstein, xuất hiện trong vởi kịch năm 2003 của Vern Thiessen mang cái tên Einstein's Gift. Thiessen miêu tả Haber như là một nhân vật bi thảm, phải đối mặt với các nỗ lực không thành công trong suốt cuộc đời của mình để lẩn tránh cả tổ tiên Do Thái của ông cũng như việc ứng dụng một cách tốt nhất những thành tựu khoa học của mình.
Đài BBC Radio 4 trong chương trình Afternoon Play đã phát sóng hai vở kịch về cuộc đời của Fritz Haber. Vở thứ nhất miêu tả cuộc đời ông như sau lấy từ Diversity Website:
| “ | Bánh mì từ không khí, Vàng từ Biển như một câu chuyện hóa học khác (R4, 1415, 16 Feb 01). Fritz Haber tìm ra cách chế biến các hợp chất nitrogen từ không khí. Những ứng dụng này được sử dụng vào hai mục đích chính: phân bón và chất nổ. Những công trình của ông đã tạo điều kiện cho nước Đức sản xuất rất nhiều loại vũ khí. (Phần thứ hai của màn kịch nói về tiến trình để lấy được vàng từ nước biển. Tiến trình đã hoạt động nhưng lại không được trả công.) Có thể có nhiều nhân vật có tiểu sử thú vị hơn cuộc đời của Haber, từ quan điểm của người viết tiểu sử. Ông giúp cho nền nông nghiệp của Đức không còn phụ thuộc vào saltpetre của Chile trong các cuộc chiến tranh lớn. Ông được nhận giải Nobel Hóa học, nhưng giải thưởng lại không được chuyển tới ông vì những công trình của ông về vũ khí hóa học. Ông đã chỉ ra rằng thật sự thì phần lớn tiền thưởng của giải Nobel đến từ các loại vũ khí và việc theo đuổi chiến tranh. Sau khi Hitler nắm chính quyền, chính phủ đã buộc Haber phải từ chức giáo giáo sư và công việc nghiên cứu bởi vì ông là người Do Thái. | ” |

Vở kịch thứ hai mang tên "The Greater Good" và được công chiếu đầu tiên vào 23 tháng 10 năm 2008. Vở này được chỉ đạo bởi Celia de Wolff và viết bởi Justin Hopper, trong đó ngôi sao Anton Lesser đóng vai Haber. Nó nói về việc khám phá ra vũ khí hóa học trong Chiến tranh thế giới thứ nhất và những áp lực đè nặng lên vợ ông Clara (Lesley Sharp), kết thúc với việc tự tử của bà và sự che đậy của chính quyền. Các nhân vật khác bao gồm Dan Starkey trong vai trợ lý nghiên cứu của Haber là Otto Sackur, Stephen Critchlow trong vai Đại tá Peterson, Conor Tottenham trong vai con trai của Haber là Hermann, Malcolm Tierney trong vai General Falkenhayn và Janice Acquah trong vai Zinaide.
Năm 2008, một bộ phim ngắn mang tự đề "Haber" mô tả quyết định của Fritz Haber bắt tay vào thực hiện công trình nghiên cứu vũ khí hóa học và mối quan hệ của ông với vợ. Bộ phim được viết và đạo diễn bởi Daniel Ragussis.
Vào tháng 11 năm 2008 Haber lại được đóng vai bởi Anton Lesser trong vở Einstein and Eddington.